# Kurt Mortensen
Kurt W. Mortensen é um escritor norte-americano autor do bestseller Maximum Influence, publicado em 2004, congratulado com o Library Journal Business Book daquele ano - título concedido aos melhores livros de negócios. Kurt é especialista em persuasão, tendo também fundado o Persuasion Institute, que promove o aprofundamento no tema. Ele mora atualmente em Povo, Utah, nos Estados Unidos, com sua esposa e seus quatro filhos.
Kurt Mortensen formou-se é Comunicação/Publicidade em 1992 pela Brigham Young University. No ano seguinte completou o MBA em Marketing e Comportamento do Consumidor pela University of Pittsburgh.

## Maximum Influence
Maximum Influence livro mostra como o modo de vender mudou e como os consumidores se tornaram mais céticos nos últimos anos. Como saída, Mortensen defende o que chama de Persuasão Magnética - em vez de convencer os outros, ele ensina que você deve atraí-los, assim como um ímã age sobre os metais. A obra não foi lançada no Brasil.

## QI de Persuasão
QI de Persuasão (Persuasion IQ), segundo livro de Kurt W. Mortensen, afirma que a razão pela qual algumas pessoas atingem o sucesso está diretamente relacionada com sua habilidade em persuadir. O "QI de Persuasão" é o fator mais importante nas relações de negócios, resolução de conflitos e negociação.